# تیرچال

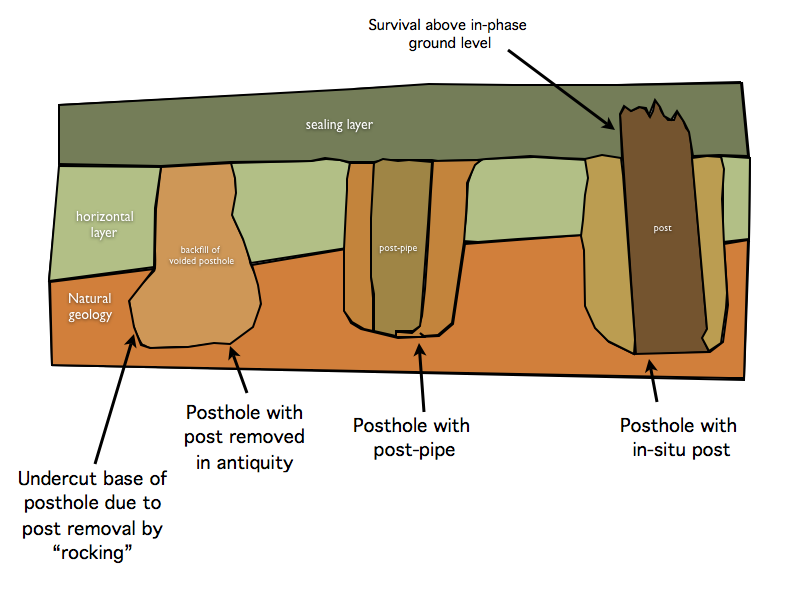
انواع تیرچال.

در باستان‌شناسی به گودالی که برای قرار دادن بخش انتهایی تیر چوبی و گاه سنگی در زمین حفر می‌کردند تیرچال (posthole) می‌گویند. شکل ظاهری تیرچال‌ها امروزه بیشتر تنها به صورت نقاط مدور تیره‌رنگ‌تر بر روی زمین باقی‌مانده‌اند. این رنگ تیره بر اثر پوسیدن تیر داخل تیرچال به‌وجود آمده‌است.
عمق تیرچال‌ها معمولاً پهنای آن‌ها بسیار بزرگ‌تر است. بازمانده‌های تیر و الوار ممکن است هنور در تیرچال‌ها به‌جا مانده باشد.
باستان‌شناسان از بررسی تیرچال‌ها برای بازسازی طرح و نقشه اماکن باستانی استفاده می‌کنند زیرا تیرچال‌ها معمولاً گوشه‌ها و کناره‌های سازه‌ها را مشخص می‌کنند. از آنجا که از سازه‌های چوبی به مرور زمان کمتر اثری باقی می‌مانند، وجود تیرچال‌ها برای یافتن و بررسی سازه‌های چوبی باستانی اهمیت دارد.